# Asamblea Nacional de Nepal
La Asamblea Nacional de Nepal es la cámara alta del Parlamento de Nepal. Está conformada por 59 miembros electos y designados.
Según la constitución de Nepal de 2015, la composición y los poderes de la Asamblea están establecidos por las Partes 8 y 9 de la Constitución de Nepal. Hay un total de 59 miembros: 8 miembros son elegidos de cada uno de los siete estados por un colegio electoral de cada estado, y tres son nombrados por el presidente por recomendación del gobierno. Los miembros sirven por períodos de seis años escalonados, de modo que el término de un tercio de miembros vence cada dos años.

## Membresía
Los requisitos para ser miembro de la Asamblea Nacional se establecen en el artículo 87 de la Constitución y la Ley de Elecciones de la Asamblea Nacional, 2017:
- Debe ser un ciudadano de Nepal
- Debe tener al menos treinta y cinco años de edad en la fecha de la nominación
- Debe tener el nombre en la lista de votantes
- No debería haber sido condenado por un delito penal que involucra depravación moral
- No debe ser descalificado por ninguna ley federal
- No debe tener ningún cargo de lucro.

## Procedimiento de elección
Cada una de las siete provincias elige a 8 miembros cada una y el Gobierno de Nepal nomina a 3 miembros y los recomienda al presidente para su aprobación.
El colegio electoral está compuesto por miembros de la asamblea provincial y presidente/alcalde y vicepresidente/teniente de alcalde de los órganos locales dentro de la provincia. El voto de cada asambleísta provincial tiene una ponderación de cuarenta y ocho, mientras que el voto de cada presidente/alcalde/vicepresidente/vicealcalde tiene una ponderación de dieciocho.
De los ocho miembros de cada provincia, tres deben ser mujeres, uno debe ser dalit y uno debe ser una persona discapacitada o de una comunidad minoritaria. Cada elector recibe cuatro papeletas; uno para los tres escaños abiertos, uno para los tres escaños femeninos, uno para el escaño dalit y otro para discapacitados o minorías. Los tres escaños abiertos y los tres femeninos se ocupan por voto único transferible, los otros dos escaños por FPTP.
La elección es conducida por la Comisión Electoral.